# Geckos

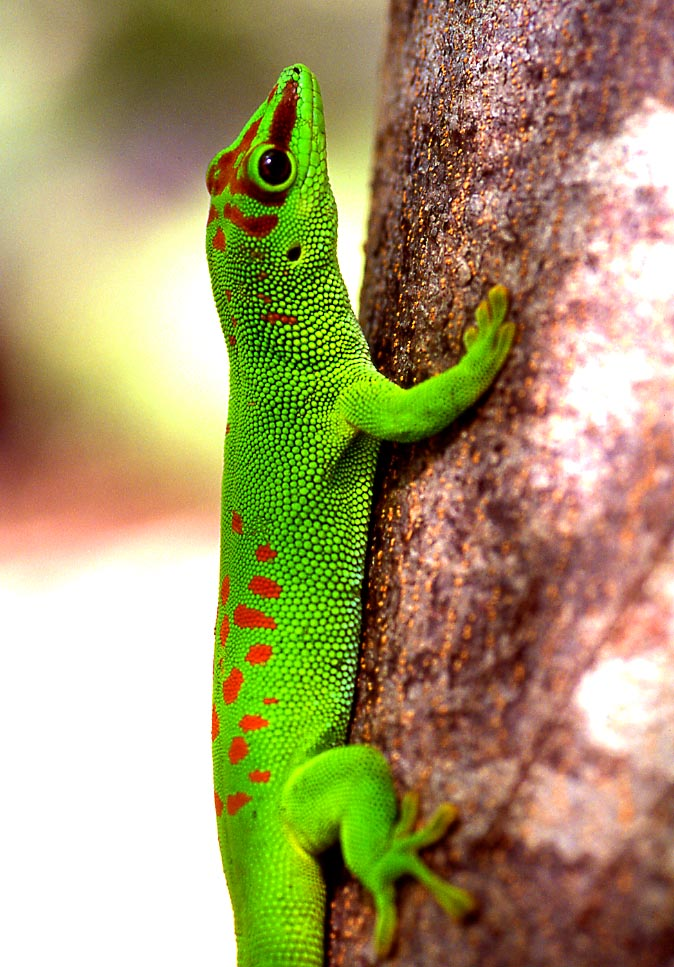
Madagaskar-Taggecko (Phelsuma madagascariensis)

Geckos (Gekkonidae) sind eine Familie der Schuppenkriechtiere (Squamata). Sie bevölkern seit etwa 50 Millionen Jahren die Erde und haben sich im Laufe ihrer Entwicklung weltweit ausgebreitet. Dank ihrer hervorragenden Anpassungsfähigkeit haben die Geckos die verschiedensten Lebensräume erobert und sind sowohl in den gemäßigten Zonen als auch in den Wüsten der Erde, vor allem aber in den Tropen anzutreffen. Dort haben sie es zu einer großen Artenvielfalt gebracht.

## Merkmale
Geckos sind kleine bis mittelgroße Echsen, die zwischen 1,6 cm (Sphaerodactylus ariasae) und knapp 40 cm groß werden können. Der vermutlich aus Neuseeland stammende und wohl erst im späten 19. Jahrhundert ausgestorbene Kawekaweau-Gecko (Hoplodactylus delcourti) erreichte sogar eine Körperlänge von etwa 60 cm. Ähnlich groß war der um 1840 ausgestorbene Rodrigues-Riesengecko (Phelsuma gigas).
Etwa drei Viertel der Gecko-Arten sind dämmerungs- oder nachtaktive Tiere mit dementsprechend unauffälliger beige-grauer Färbung und einer der Nachtaktivität angepassten Spaltpupille. Der Helmgecko (Tarentola chazaliae) ist die einzige Wirbeltierart, von der man weiß, dass sie nachts Farben erkennen kann. Diese Eigenschaft haben die Geckos ihren äußerst lichtempfindlichen Augen zu verdanken. Die Zapfen der Netzhaut des Helmgeckos sind circa 350-mal lichtempfindlicher als jene der menschlichen Augen bei Dämmerlicht. Manchmal sonnen sich die scheuen nachtaktiven und meist sehr flinken Tiere in der frühen Dämmerung oder am Tage, so wie es die meisten Mitglieder der Gattung Taggeckos gerne tun. Letztere sind im Gegensatz zu ihren nachtaktiven Verwandten auffälliger gefärbt und besitzen eine runde Pupille.
Eine weitere Unterteilung bei den Geckos bezieht sich auf deren Zehen. Eine grobe Unterteilung lässt sich in Lamellengeckos und Krallengeckos vornehmen. Lamellengeckos können dank außerordentlich hoher Adhäsion durch ihre mit Milliarden feinster Härchen (Spatulae; etwa 200 Nanometer breit und lang) besetzten Füße, bei der sie sich der Van-der-Waals-Kräfte  sowie der elektrostatischen Kräfte bedienen, sogar kopfüber an Glasscheiben laufen. Diese Haftfähigkeit der Geckos wird durch eine gewisse geringe Feuchte (Wasser) begünstigt, geht jedoch bei Vorhandensein von Kondenswassertröpfchen stark zurück. Auf patschnassem Glas oder auch mit längere Zeit in Wasser aufgeweichten Füßen rutschen Geckos aus. Insgesamt gibt es allein bei der Klassifikation der Füße sechs Unterteilungen.
Vertreter der Gekkonidae legen kalkschalige Eier.
Bei Cyrtodactylus philippinicus wurde im Jahr 2010 experimentell nachgewiesen, dass die Tiere dieser Art sich am Erdmagnetfeld orientieren können. Dies war der erste Nachweis eines Magnetsinns bei Schuppenkriechtieren.
1. ↑  Dieser Abschnitt bezieht auch Vertreter anderer Familien der Geckoartigen mit ein, die früher zu den Gekkonidae gerechnet wurden.

## Gattungen und ausgewählte Arten
Zur Familie der Gekkonidae gehören die nachfolgend aufgeführten 55 Gattungen mit mehr als 1000 bekannten Arten:
- Afroedura Loveridge, 1944
- Afrogecko Bauer, Good & Branch, 1997
- Agamura Blanford, 1874
- Ailuronyx Fitzinger, 1843

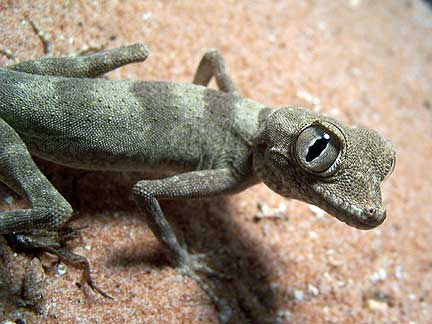
Agamura persica

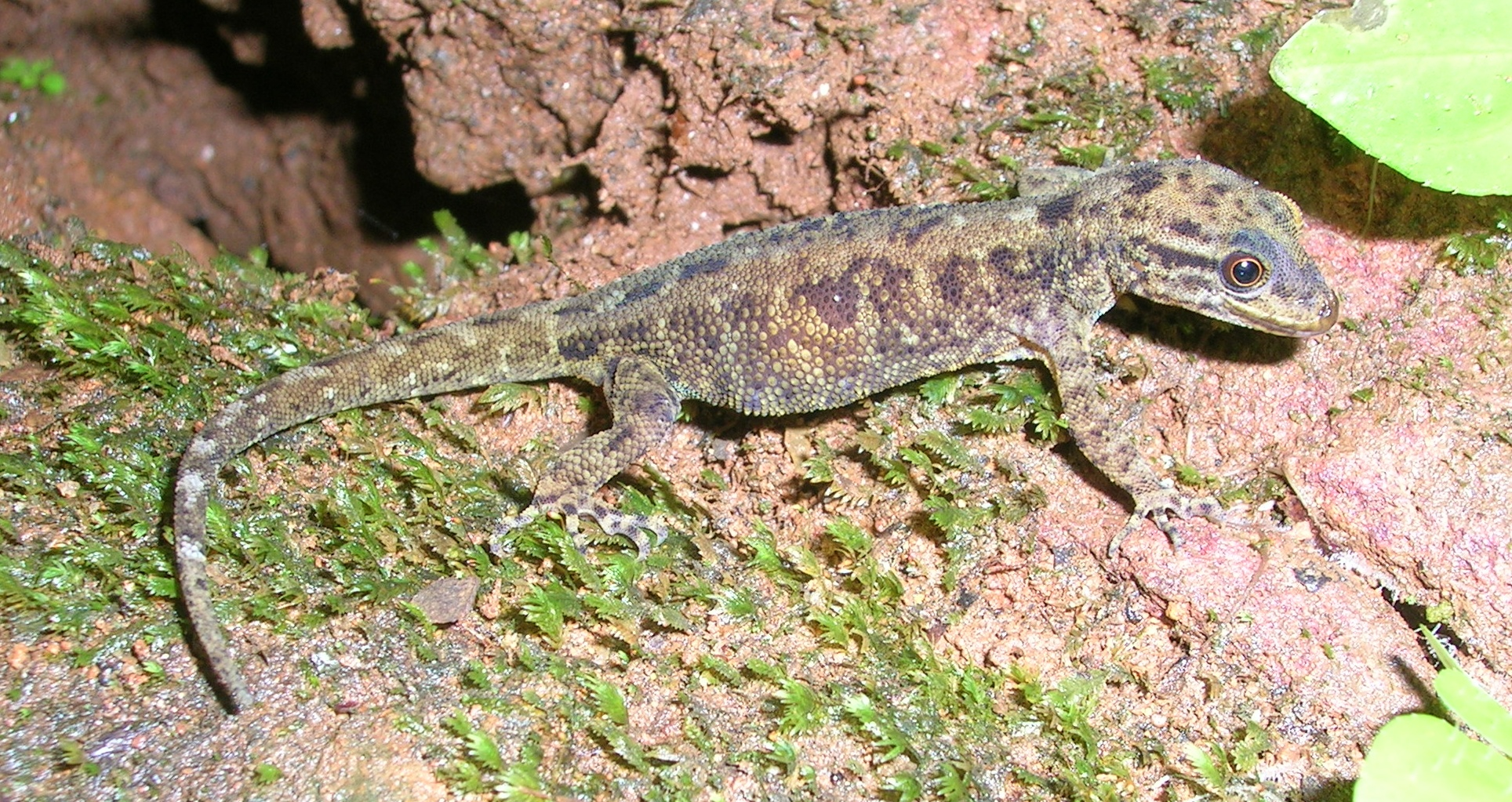
Cnemaspis sp.

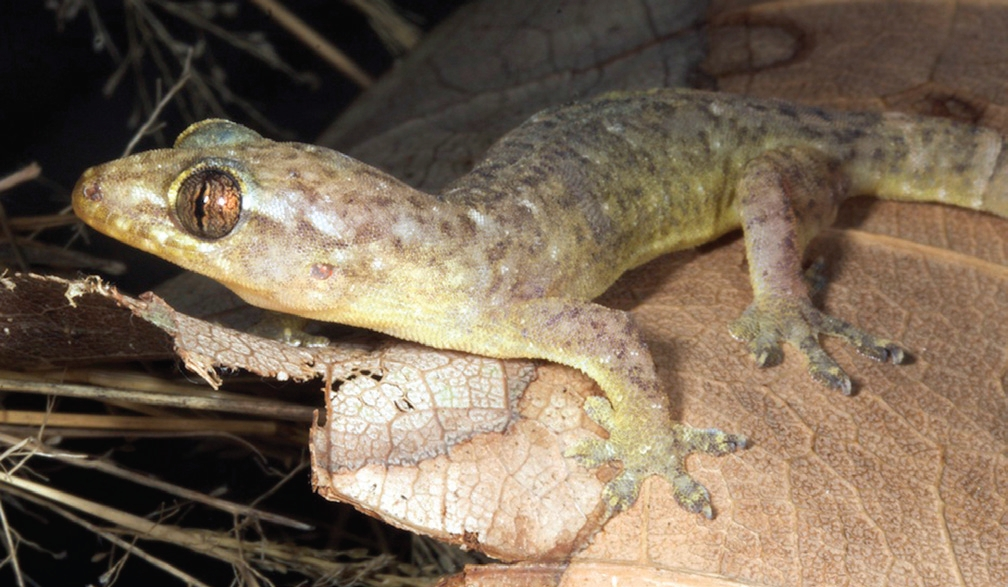
Gehyra mutilata

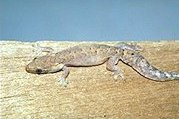
Lepidodactylus lugubris

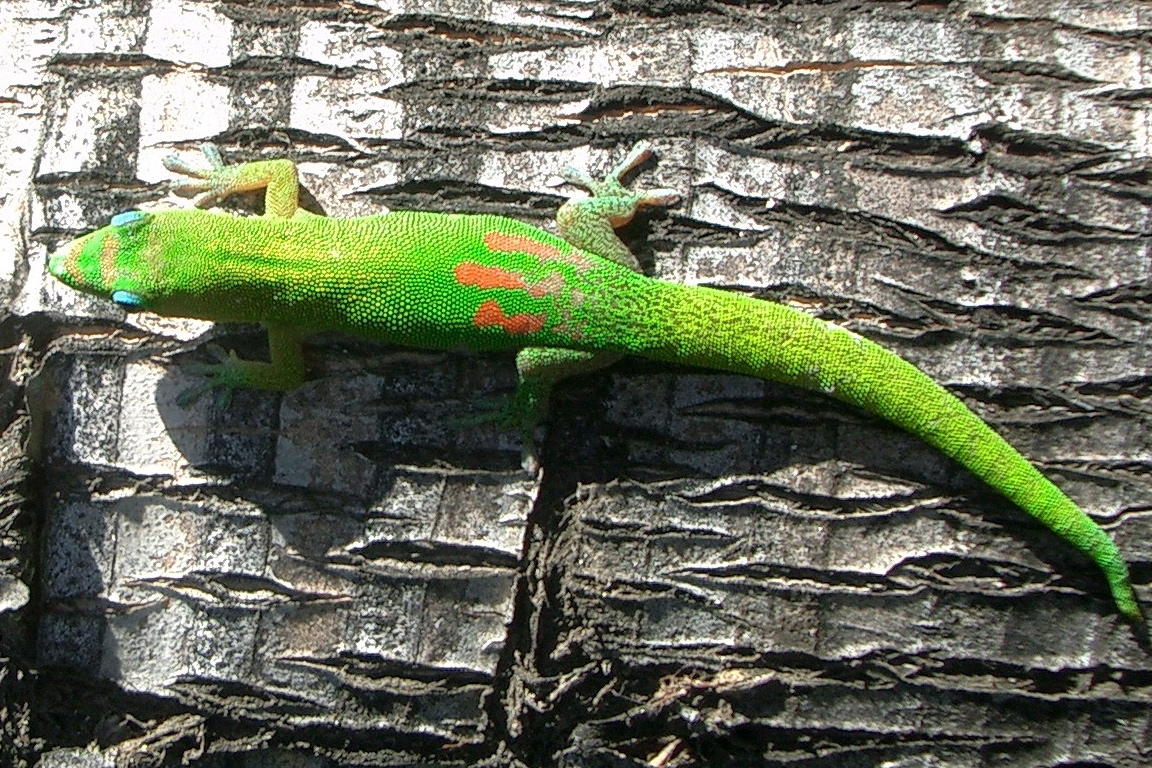
Phelsuma laticauda

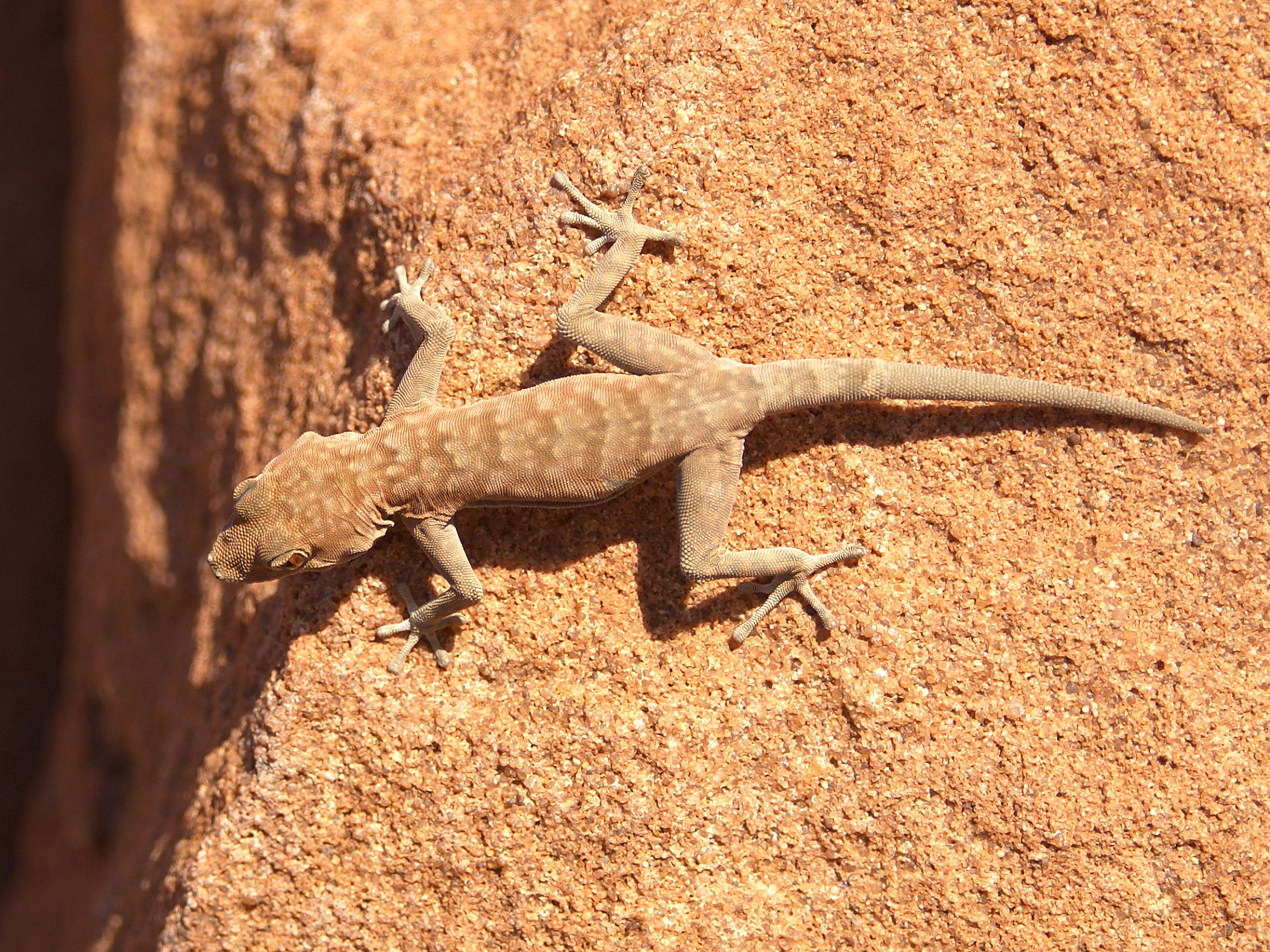
Rhoptropus bradfieldi diporus

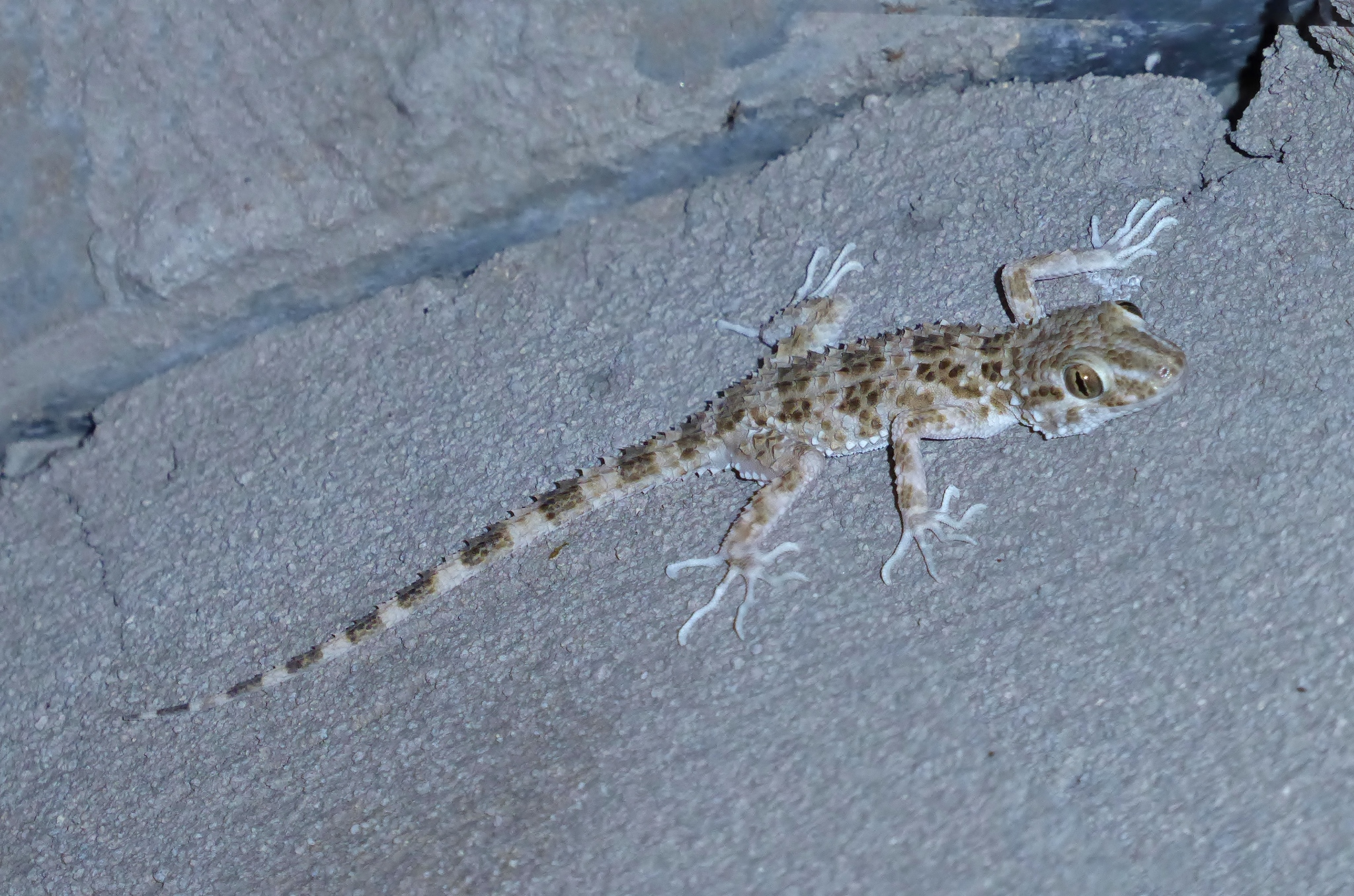
Tenuidactylus caspius

- Geradfingergeckos (Alsophylax Fitzinger, 1843)
  - Kaspischer Geradfingergecko (Alsophylax pipiens (Pallas, 1814))
- Altiphylax Yeriomtschenko & Shcherbak, 1984
- Blaesodactylus Boettger, 1893
- Bunopus Blanford, 1874
- Calodactylodes Bauer & Günther, 1991
- Chondrodactylus Peters, 1870
  - Bibrons Dickfingergecko (Chondrodactylus bibronii (Smith, 1846))
- Christinus Wells & Wellington, 1983
- Cnemaspis Strauch, 1842
  - Psychedelischer Felsengecko (Cnemaspis psychedelica Grismer, Ngo & Grismer, 2010)
- Colopus Peters, 1869
- Crossobamon Boettger, 1888
- Cryptactites Bauer, Good & Branch, 1997
- Bogenfingergeckos (Cyrtodactylus Gray, 1827)
- Cyrtopodion Fitzinger, 1834
- Dixonius Bauer, Good & Branch, 1997
- Ebenavia Boettger, 1878
- Elasmodactylus Boulenger, 1894
- Geckolepis Grandidier, 1867
  - Fischschuppengecko (Geckolepis megalepis Scherz, Daza, Köhler, Vences & Glaw, 2017)
- Gehyra Gray, 1834
  - Gewöhnlicher Vierkrallengecko (Gehyra mutilata (Wiegmann, 1834))
  - Gehyra variegata Duméril & Bibron, 1836
- Gekko Laurenti, 1768
  - Goldgecko (Gekko badenii Shcherbak & Nekrasova, 1994)
  - Tokeh (Gekko gecko (Linnaeus, 1758))
- Goggia Bauer, Good & Branch, 1997
- Halbfinger-Geckos (Hemidactylus Oken, 1817)
  - Afrikanischer Hausgecko (Hemidactylus brookii Gray, 1845)
  - Rübenschwanz-Viperngecko (Hemidactylus imbricatus (Bauer, Giri, Greenbaum, Jackman, Dharne & Shouche, 2008))
  - Europäischer Halbfinger (Hemidactylus turcicus (Linnaeus, 1758))
- Halbblattfingergeckos (Hemiphyllodactylus) Bleeker, 1860
- Heteronotia Wermuth, 1965
  - Heteronotia binoei Gray, 1845
- Homopholis Boulenger, 1885
- Kolekanos Heinicke, Daza, Greenbaum, Jackman & Bauer, 2014
- Lepidodactylus Fitzinger, 1843
  - Jungferngecko (Lepidodactylus lugubris (Duméril & Bibron, 1836))
- Luperosaurus Gray, 1845
- Lygodactylus Gray, 1864
  - Gelbkopf-Zwerggecko (Lygodactylus picturatus (Peters, 1868))
  - Königs-Zwerggecko (Lygodactylus rex Broadley, 1963)
  - Himmelblauer Zwergtaggecko (Lygodactylus williamsi Loveridge, 1952)
- Matoatoa Nussbaum et al., 1998
- Mediodactylus Shcherbak & Golubev, 1977
  - Ägäischer Nacktfinger (Mediodactylus kotschyi (Steindachner, 1870))
- Microgecko Nikolsky, 1907
- Nactus Kluge, 1983
- Narudasia Methuen & Hewitt, 1914
- Dickfingergeckos (Pachydactylus Wiegmann, 1834)
  - Namibgecko (Pachydactylus rangei (Andersson, 1908))
- Paragehyra Angel, 1929
- Paroedura Günther, 1879
  - Paroedura picta (Peters, 1854)
- Perochirus Boulenger, 1885
- Taggeckos (Phelsuma Gray, 1828)
  - Phelsuma borbonica Mertens, 1942
  - Palmen-Taggecko (Phelsuma dubia (Boettger, 1881))
- Pseudoceramodactylus Haas, 1957
- Pseudogekko Taylor, 1922
- Ptenopus Gray, 1866
- Faltengeckos (Ptychozoon Kuhl, 1822)
- Ramigekko Heinicke, Daza, Greenbaum, Jackman & Bauer, 2014
- Rhinogecko de Witte, 1973
- Rhoptropella Hewitt, 1937
- Rhoptropus Peters, 1869
- Stenodactylus Fitzinger, 1826
- Tenuidactylus Shcherbak & Golubev, 1984
  - Kaspischer Bogenfingergecko (Tenuidactylus caspius (Eichwald, 1831))
  - Turkestanischer Bogenfingergecko (Tenuidactylus bogdanovi Nazarov & Poyarkov, 2013)
- Tropiocolotes Peters, 1880
  - Zwergwüstengecko (Tropiocolotes steudneri (Peters, 1869))
- Urocotyledon Kluge, 1983
- Blattschwanzgeckos (Uroplatus Duméril, 1806)
  - Uroplatus henkeli Böhme & Ibisch, 1990